# Wimbledon 1914
De 38e editie van het Britse grandslamtoernooi, Wimbledon 1914, werd gehouden van maandag 22 juni tot en met zaterdag 4 juli 1914. Voor de vrouwen was het de 31e editie van het Britse graskampioenschap. Het toernooi werd gespeeld op de toenmalige locatie aan de Worple Road bij de All England Lawn Tennis and Croquet Club in de wijk Wimbledon van de Britse hoofdstad Londen.
Zoals toen gebruikelijk was, speelden de spelers om de titelverdediger uit te dagen in de finale "challenge round". In het vrouwendubbel en gemengddubbel werd de challenge round niet toegepast.
Dorothea Douglass-Chambers won haar zevende titel in het enkelspel.

## Belangrijkste uitslagen
Mannenenkelspel

Finale: Norman Brookes (Australië) won van Anthony Wilding (Nieuw-Zeeland) met 6–4, 6–4, 7–5 
Vrouwenenkelspel

Finale: Dorothea Douglass-Chambers (Verenigd Koninkrijk) won van Ethel Larcombe (Verenigd Koninkrijk) 7–5, 6–4 
Mannendubbelspel

Finale: Norman Brookes (Australië) en Anthony Wilding (Nieuw-Zeeland) wonnen van Herber Barrett (Verenigd Koninkrijk) en Charles Dixon (Verenigd Koninkrijk) 6–2, 6–4, 4–6, 6–2 
Vrouwendubbelspel

Finale: Agnes Morton (Verenigd Koninkrijk) en Elizabeth Ryan (Verenigde Staten) wonnen van Edith Hannam (Verenigd Koninkrijk) en Ethel Larcombe (Verenigd Koninkrijk) met 6–1, 6–3 
Gemengd dubbelspel

Finale: Ethel Larcombe (Verenigd Koninkrijk) en James Cecil Parke (Verenigd Koninkrijk) wonnen van Marguerite Broquedis (Frankrijk) en Anthony Wilding (Nieuw-Zeeland) met 4–6, 6–4, 6–2 
Een juniorentoernooi werd voor het eerst in 1947 gespeeld.
1877 · 1878 · 1879 · 1880 · 1881 · 1882 · 1883 · 1884 · 1885 · 1886 · 1887 · 1888 · 1889 · 1890 · 1891 · 1892 · 1893 · 1894 · 1895 · 1896 · 1897 · 1898 · 1899 · 1900 · 1901 · 1902 · 1903 · 1904 · 1905 · 1906 · 1907 · 1908 · 1909 · 1910 · 1911 · 1912 · 1913 · 1914 · 1915–1918 · 1919 · 1920 · 1921 · 1922 · 1923 · 1924 · 1925 · 1926 · 1927 · 1928 · 1929 · 1930 · 1931 · 1932 · 1933 · 1934 · 1935 · 1936 · 1937 · 1938 · 1939 · 1940–1945 · 1946 · 1947 · 1948 · 1949 · 1950 · 1951 · 1952 · 1953 · 1954 · 1955 · 1956 · 1957 · 1958 · 1959 · 1960 · 1961 · 1962 · 1963 · 1964 · 1965 · 1966 · 1967
↓ open tijdperk ↓
1968 (m-v-md-vd-gd) · 1969 (m-v-md-vd-gd) · 1970 (m-v-md-vd-gd) · 1971 (m-v-md-vd-gd) · 1972 (m-v-md-vd-gd) · 1973 (m-v-md-vd-gd) · 1974 (m-v-md-vd-gd) · 1975 (m-v-md-vd-gd) · 1976 (m-v-md-vd-gd) · 1977 (m-v-md-vd-gd) · 1978 (m-v-md-vd-gd) · 1979 (m-v-md-vd-gd) · 1980 (m-v-md-vd-gd) · 1981 (m-v-md-vd-gd) · 1982 (m-v-md-vd-gd) · 1983 (m-v-md-vd-gd) · 1984 (m-v-md-vd-gd) · 1985 (m-v-md-vd-gd) · 1986 (m-v-md-vd-gd) · 1987 (m-v-md-vd-gd) · 1988 (m-v-md-vd-gd) · 1989 (m-v-md-vd-gd) · 1990 (m-v-md-vd-gd) · 1991 (m-v-md-vd-gd) · 1992 (m-v-md-vd-gd) · 1993 (m-v-md-vd-gd) · 1994 (m-v-md-vd-gd) · 1995 (m-v-md-vd-gd) · 1996 (m-v-md-vd-gd) · 1997 (m-v-md-vd-gd) · 1998 (m-v-md-vd-gd) · 1999 (m-v-md-vd-gd) · 2000 (m-v-md-vd-gd) · 2001 (m-v-md-vd-gd) · 2002 (m-v-md-vd-gd) · 2003 (m-v-md-vd-gd) · 2004 (m-v-md-vd-gd) · 2005 (m-v-md-vd-gd) · 2006 (m-v-md-vd-gd) · 2007 (m-v-md-vd-gd) · 2008 (m-v-md-vd-gd) · 2009 (m-v-md-vd-gd) · 2010 (m-v-md-vd-gd) · 2011 (m-v-md-vd-gd) · 2012 (m-v-md-vd-gd) · 2013 (m-v-md-vd-gd) · 2014 (m-v-md-vd-gd) · 2015 (m-v-md-vd-gd) · 2016 (m-v-md-vd-gd) · 2017 (m-v-md-vd-gd) · 2018 (m-v-md-vd-gd) · 2019 (m-v-md-vd-gd) · 2020 · 2021 (m-v-md-vd-gd) · 2022 (m-v-md-vd-gd) · 2023 (m-v-md-vd-gd) · 2024 (m-v-md-vd-gd)
Lijst van Wimbledonwinnaars · Toernooien per editie